# Guillaume-Louis d'Anhalt-Köthen
Guillaume-Louis (3 août 1638, Köthen – 13 avril 1665, Köthen) est prince d'Anhalt-Köthen de 1650 à sa mort.

## Biographie
Il est le deuxième fils du prince Louis d'Anhalt-Köthen, et le seul par sa seconde femme Sophie de Lippe. Il n'a que douze ans à la mort de son père, et la régence est assurée par son oncle Auguste d'Anhalt-Plötzkau jusqu'en 1653, puis par ses fils Lebrecht et Emmanuel jusqu'à la majorité de Guillaume-Louis, en 1659.
Le 25 août 1663, Guillaume-Louis épouse Élisabeth Charlotte d'Anhalt-Harzgerode (11 février 1647 – 20 janvier 1723), fille de son cousin germain le prince Frédéric d'Anhalt-Harzgerode. Ils n'ont pas d'enfants. Lorsque Guillaume-Louis meurt, l'Anhalt-Köthen revient à ses cousins Lebrecht et Emmanuel.